# Azilone-Ampaza
Azilone-Ampaza (korsisch Azilonu è Ampaza) ist eine Gemeinde mit 203 Einwohnern (Stand 1. Januar 2022) auf der französischen Mittelmeerinsel Korsika. Sie gehört zum Département Corse-du-Sud, zum Arrondissement Ajaccio und zum Kanton Taravo-Ornano. Sie grenzt im Norden an Frasseto, im Osten an Zévaco, im Süden an Forciolo und im Westen an Santa-Maria-Siché. Das Siedlungsgebiet liegt auf 420 Metern über dem Meeresspiegel und besteht aus den Dörfern Ampaza, Azilone, Forciolo und Zigliara. Die Bewohner nennen sich Aziluninchi und Ampazinchi.

## Geschichte
In der Gemeindegemarkung sind Relikte aus der romanischen Zeit vorhanden.

### Bevölkerungsentwicklung
| Jahr      | 1962 | 1968 | 1975 | 1982 | 1990 | 1999 | 2008 | 2012 | 2020 |
| --------- | ---- | ---- | ---- | ---- | ---- | ---- | ---- | ---- | ---- |
| Einwohner | 211  | 178  | 129  | 101  | 77   | 93   | 138  | 156  | 193  |

## Sehenswürdigkeiten

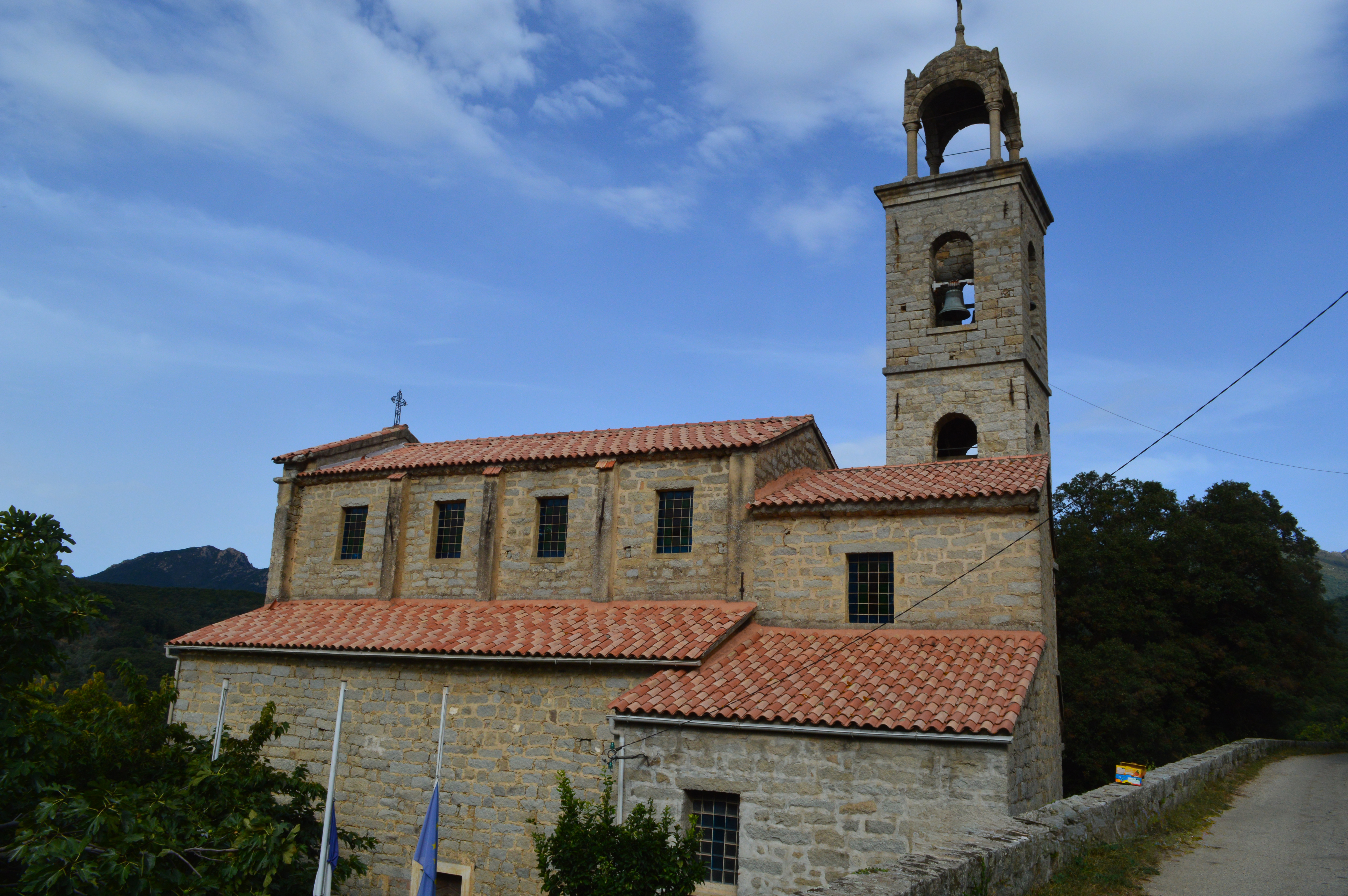
Kirche Santa-Maria

- Kirche Santa-Maria in Azilone
- Kirche Saint-Mathieu in Ampaza
- Kapelle San Salvadore
- Kapelle in Ampaza